# فانغارد (صاروخ)
صاروخ فانغارد صاروخ من تصنيع شركة جلين إل مارتن لحساب البحرية الأمريكية من أجل اطلاق أقمار صناعية إلى مدار منخفض حول الأرض ضمن برنامج فانغارد ابتداءً من عام 1957 إلى عام 1959. برنامج فانغارد أطلقته الولايات المتحدة الأمريكية بعد برنامج المستكشفين ردا على الإطلاق المفاجئ من قبل الاتحاد السوفيتي للقمر سبوتنيك 1 في 4 أكتوبر 1957.

## المهمات
نجح صاروخ فانغارد في اطلاق 3 أقمار صناعية ضمن إحدى عشر محاولة حيث فشل الصاروخ 8 مرات في الوصول إلى المدار 
- المحاولات:
- فانغارد TV3 - ديسمبر 6, 1957 - فشل الوصول إلى المدار قمر صناعي وزن 1.36 كلجم
- فانغارد TV3 احتياطي - فبراير 5, 1958 - فشل الوصول إلى المدار 1.36 kg (3 lb) قمر صناعي
- فانغارد 1 - مارس 17, 1958 - نجاح 1.47 kg (3.25 lb) قمر صناعي
- فانغارد TV5 - أبريل 28, 1958 - فشل الوصول إلى المدار 10.0 kg (22 lb) قمر صناعي
- فانغارد SLV-1 - مايو 27, 1958 - فشل 10.0 kg (22 lb) قمر صناعي
- فانغارد SLV-2 - جون 26, 1958 فشل 10.0 kg (22 lb) قمر صناعي
- فانغارد SLV-3 - سبتمبر 26, 1958 - فشل 10.0 kg (22 lb) قمر صناعي
- فانغارد 2 - فبراير 17, 1959 - نجاح 9.8 kg (21.6 lb) قمر صناعي
- فانغارد SLV-5 - إبريل 13, 1959 - فشل 10.3 kg (22.7 lb) قمر صناعي
- فانغارد SLV-6 - جون 22, 1959 - فشل 10.3 kg (22.7 lb) قمر صناعي
- فانغارد 3 - سبتمبر 18, 1959 - نجاح 22.7 kg (50 lb) قمر صناعي[3]

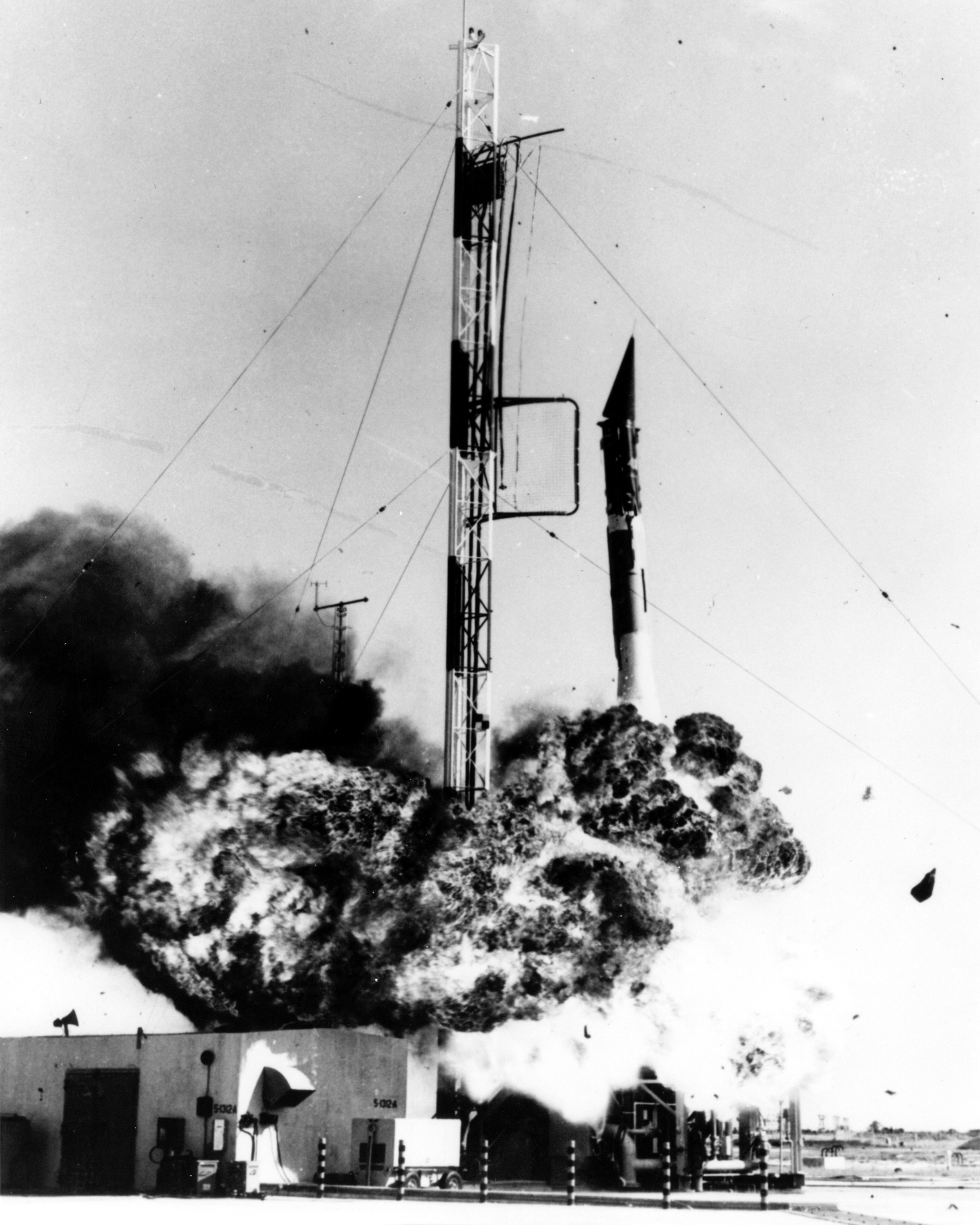
محاولة فاشلة (ديسمبر 6, 1957).